# Осиново (Татарстан)
Оси́ново — село в  Республики Татарстан. Административный центр Осиновского сельское поселения. Село относится к Казани

## География
Находится на востоке района в пригородной зоне Казани, с внутренней стороны Казанской объездной дороги (М-7 «Волга») у её северо-западного угла.

## Население
| 1834 | 1915  | 1970  | 2002  | 2010  | 2013    | 2016    | 2021    | 2024    |
| ---- | ----- | ----- | ----- | ----- | ------- | ------- | ------- | ------- |
| 532  | ↗1182 | ↗7380 | ↗7812 | ↗8725 | ↗10 791 | ↗13 668 | ↗16 991 | ↗17 466 |

С самого основания и до середины XVIII в. население Осиновского починка не превышало 370 человек (175 чел. мужского пола и 195 чел. женского пола).
По данным переписи 1834 г. в деревне Осиново в 62 дворах проживало 532 человека.

## Инфраструктура
- ТРЦ Эссен

Пекарня «Хлебница»
- Тепличный комбинат «Майский»
- Зеленодольский филиал ОАО "Птицеводческий комплекс «АК Барс»
- Предприятие «Альтаир-Перспектива»
- Предприятие «Осиновские инженерные сети»
- Осиновская амбулатория
- Предприятие «Эверест-Турбосервис»
- Предприятие «Теплицэнергострой»
- Предприятие КОКБ «Союз»
- Предприятие «Каздорстрой»
- Предприятие «Гофра»
- Предприятие «Волжанин»
- УПС «Татарстан почтасы» Зеленодольского МРУП
- Индустриальный парк «М-7»
- Предприятие «Мультипласт»
- Татхим-Инвест
- Ultra Mattress
- Предприятие «Грузоподъем»
- НПО «Элком»
- Эко-Техпром
- Гермес Групп
- Волгареммаш
- Предприятие «Арбакам- Автосервис»
- Предприятие «Икар ЛТД»
- Предприятие «Пестречинка»
- Предприятие «Ротопринт»
- Предприятие «Энергоцентр Майский»

## Образование
Дошкольное образование
- Детский сад № 24 «Васильки». Год основания: 1975
- Детский сад № 25 «Алёнушка». Год основания: 1992
- Детский сад № 53 «Радость». Год основания: 2013
- Детский сад № 54 «Звёздочка». Год основания: 2015

Школьное образование
- Осиновская гимназия им. С. К. Гиматдинова. Год основания: 1976
- Лицей имени В. В. Карпова. Год основания: 1995

## Транспорт
Из села ходит автобус 36 до Казани.
С 10 ноября 2018 года из села Осиново начал ходить 62 автобус, но с 2021 года маршрут ходит только до Салават Купере.